# Крижовка (колійний пост)
Крижо́вка (біл. Крыжоўка) — колійний пост Мінського відділення Білоруської залізниці на перетині  ліній Мінськ — Молодечно та Помислище — Крижовка між станцією Ратомка та зупинним пунктом Зелене. За 0,7 км на північний схід розташоване село Крижовка Мінського району Мінської області.
Поруч розташовані садівничі товариства, дитячі табори, СОК «Юність». За 1 км від колійного поста проходить автошлях Р28 Мінськ — Молодечно, яким курсують приміські автобуси у напрямку Мінська.

## Історія
Колійний пост Крижовка відкритий 1914 року. Станом на 1963 рік у розкладі руху поїздів мав назву — Пост 770 км.
1963 року електрифікований змінним струмом (~25 кВ) в складі дільниці Мінськ — Олехновичі.
2 травня 1977 року о 17:14 пасажирський поїзд № 280 сполученням Гродно — Орша на швидкості 52,2 км/год. зіштовхнувся з приміським електропоїздом № 548 сполученням Олехновичі — Мінськ, який здійснював зупинку на платформі Крижовка. Від потужного удару останній вагон електропоїзда зім'яло як «гармошку», він загорівся, а передостанній вагон був понівечено і зійшов з рейок.
Пошкоджені вагони розрізали автогеном. У офіційному списку загиблих зазначалося 22 людини, ще 82 пасажири отримали різного ступеню поранення. Загиблих вважали так: хто помер на місці катастрофи, того включали до списку, а хто помирав по дорозі у лікарню або через кілька днів, у офіційний список жертв вже не включали.
Катастрофа вважається найбільшою за всю історію Білоруської залізниці. За неофіційними даними (за свідченнями очевидців з працівників Білоруської залізниці), число загиблих могло бути значно більше. На першотравневі свята вагони були перевантажені пасажирами. Щоб уникнути розголосу, а також у зв'язку зі 115-річним ювілеєм Білоруської залізниці, керівництво Білоруської РСР вирішило спустити справу на гальма.
Лише 25 серпня 1977 року розпочався суд над обвинуваченими у залізничній катастрофі. На лаві підсудних опинилися четверо людей: машиніст поїзда Антон Якубовський, чергова по станції Олена Бруйло, електромеханік Микола Кухорев та дорожній майстер Зенон Петрик. 14 вересня 1977 року Верховний суд БРСР визнав усіх чотирьох винними і засудив: Миколу Кухорева — до 12 років позбавлення волі, Зенона Петрика — до 10, Антона Якубовського — до 7. Чергова по станції тоді 20-річна Олена Бруйло завагітніла під час розслідування і отримала 4 роки умовно. Єдиним, хто визнав провину, це був Микола Кухорев. Трохи пізніше всі засуджені потрапили під амністію, а терміни були скорочені.
30 червня 2004 року відкрито рух електрифікованою лінією Помислище — Крижовка завдожки 20 км (західний залізничний обхід Мінська).
2011 року, у зв'язку з реалізацією проєкту запуску міської електрички, колійний пост та посадкові платформи були  реконструйовані.

## Пасажирське сполучення
На колійному посту Крижовка зупиняються електропоїзди першої лінії міської електрички за маршрутом Мінськ — Білорусь та електропоїзди регіональних ліній економкласу до станцій Гудогай, Мінськ-Пасажирський, Молодечно. 
Час у дорозі від станції Мінськ-Пасажирський електропоїздами міських та регіональних ліній економкласу з усіма зупинками складає приблизно 30 хвилин.